# غافين سوان
غافين سوان (30 أكتوبر 1970 - ) (بالإنجليزية: Gavin Swan)‏ هو لاعب كريكت أسترالي.

## وصلات خارجية
- غافين سوان على موقع إي آس بي آن كريك إنفو (الإنجليزية)